# أوي راينهارد
أوي راينهارد (بالألمانية: Uwe Reinhardt) هو اقتصادي وأستاذ جامعي ألماني وأمريكي، ولد في 24 سبتمبر 1937 في أوسنابروك في ألمانيا، وتوفي في 14 نوفمبر 2017 في برينستون في الولايات المتحدة بسبب إنتان.

## وصلات خارجية
- أوي راينهارد على موقع إن إن دي بي (الإنجليزية)